# Società Sportiva Verbania 1968-1969
Questa voce raccoglie le informazioni riguardanti la Società Sportiva Verbania nelle competizioni ufficiali della stagione 1968-1969.

## Divise
La prima divisa è una maglia interamente bianca, cerchiata da 3 bande orizzontali (blu, gialla e rossa) poste nel centro della maglia, con pantaloncini bianchi e calzettoni bianchi.
| Divisa casalinga | 1º Divisa Portieri |

## Organigramma societario
Area direttiva
- Presidente: Emilio Quarestani
- Consigliere: Dino Ronchi
- Consigliere: Beniamino Basso

Area tecnica
- Direttore Sportivo: Carlo Pedroli
- Allenatore: Angelo Turconi

Area sanitaria
- Medico Sociale: Antonio Galimberti
- Medico Sociale: Barabino
- Massaggiatore: Augusto Begni

## Rosa
| N. |                   | Ruolo | Calciatore         |
| -- | ----------------- | ----- | ------------------ |
|    | Italia (bandiera) | C     | Osvaldo Bagnoli    |
|    | Italia (bandiera) | A     | Antonio Barichella |
|    | Italia (bandiera) |       | Eddo Bianco        |
|    | Italia (bandiera) |       | Bortolussi         |
|    | Italia (bandiera) | P     | Valerio D'Andrea   |
|    | Italia (bandiera) | D     | Franco Brunati     |
|    | Italia (bandiera) | C     | Cesare Butti       |
|    | Italia (bandiera) | C     | Mario Casna        |
|    | Italia (bandiera) | A     | Vincenzo Dander    |
|    | Italia (bandiera) | D     | Alfredo De Ponti   |
|    | Italia (bandiera) | P     | Achille Fellini    |
|    | Italia (bandiera) | D     | Germano Giannini   |
|    | Italia (bandiera) | A     | Pier Luigi Gini    |

| N. |                   | Ruolo | Calciatore        |
| -- | ----------------- | ----- | ----------------- |
|    | Italia (bandiera) | C     | Michele Girelli   |
|    | Italia (bandiera) | D     | Bruno Maconi      |
|    | Italia (bandiera) | C     | Angelo Marforio   |
|    | Italia (bandiera) | A     | Giuseppe Margnini |
|    | Italia (bandiera) | D     | Bruno Mariani     |
|    | Italia (bandiera) | A     | Enrico Muzzio     |
|    | Italia (bandiera) |       | Neri              |
|    | Italia (bandiera) | A     | Dario Polvar      |
|    | Italia (bandiera) | C     | Arsenio Sacco     |
|    | Italia (bandiera) | D     | Mauro Sadocco     |
|    | Italia (bandiera) | C     | Francesco Venturi |

## Calciomercato

### Sessione estiva
| Acquisti | Acquisti        | Acquisti | Acquisti |
| R.       | Nome            | da       | Modalità |
| -------- | --------------- | -------- | -------- |
| C        | Osvaldo Bagnoli | Udinese  | -        |
| A        | Enrico Muzzio   | Udinese  | -        |
|          | Neri            | -        | -        |
|          | Polvar          | -        | -        |
|          | Bortolussi      |          | -        |
|          | Venturi         |          | -        |
|          | Dander          | Brescia  | -        |
|          | Girelli         | Brescia  | -        |
|          | Biondo          | Brescia  | -        |
|          | Olivo           | Brescia  | -        |

| Cessioni | Cessioni | Cessioni | Cessioni |
| R.       | Nome     | a        | Modalità |
| -------- | -------- | -------- | -------- |
|          | -        | -        | -        |

## Statistiche

### Statistiche di squadra
| Competizione | Punti | In casa | In casa | In casa | In casa | In casa | In casa | In trasferta | In trasferta | In trasferta | In trasferta | In trasferta | In trasferta | Totale | Totale | Totale | Totale | Totale | Totale | DR  |
| Competizione | Punti | G       | V       | N       | P       | Gf      | Gs      | G            | V            | N            | P            | Gf           | Gs           | G      | V      | N      | P      | Gf     | Gs     | DR  |
| ------------ | ----- | ------- | ------- | ------- | ------- | ------- | ------- | ------------ | ------------ | ------------ | ------------ | ------------ | ------------ | ------ | ------ | ------ | ------ | ------ | ------ | --- |
| Serie C      | 33    |         |         |         |         |         |         |              |              |              |              |              |              | 38     | 9      | 15     | 14     | 25     | 35     | -10 |

### Statistiche dei giocatori
| Giocatore   | Serie C  | Serie C |
| Giocatore   | Presenze | Reti    |
| ----------- | -------- | ------- |
| A. Fellini  | 38       | -31     |
| Maconi      | 35       | 1       |
| De Ponti    | 33       | 0       |
| Giannini    | 33       | 0       |
| A. Marforio | 33       | 3       |
| Mariani     | 31       | 0       |
| Gini        | 28       | 3       |
| Girelli     | 28       | 3       |
| Sadocco     | 26       | 0       |
| E. Muzzio   | 20       | 5       |
| Brunati     | 19       | 0       |
| Bianco      | 16       | 3       |
| O. Bagnoli  | 14       | 3       |
| Dander      | 14       | 1       |
| Margnini    | 12       | 2       |
| Neri        | 8        | 0       |
| Barichella  | 6        | 0       |
| Casna       | 6        | 0       |
| Polvar      | 6        | 0       |
| Sacco       | 5        | 0       |
| Bortolussi  | 4        | 0       |
| Venturi     | 3        | 0       |
| C. Butti    | 1        | 0       |
| D'Andrea    | 0        | 0       |

## Giovanili

### Piazzamenti
- Campionato nazionale Dante Berretti
  - Vince il proprio girone